# ドロシー・フォースタイン失踪事件
ドロシー・フォースタイン失踪事件（英語: Disappearance of Dorothy Forstein）は、1949年10月18日にアメリカ合衆国の女性でありドロシー・クーパーとして生まれたドロシー・"ドーラ"・フォースタイン（英語: Dorothy "Dora" Forstein、1909年 - 1949年失踪）が行方不明となった事件。

## 失踪
1949年10月18日、夫が帰宅すると寝室で子供2人が母親がいなくなったと泣いているのを発見した。子供の1人の証言では、寝ていたところを物音がしたので階下へ向かうと茶色の官帽を被った中年と見られる男が意識を失った母親を肩車し階段を降りていくのを見かけ、何をしているのか聞くと「寝なさい、子供たち。母親は大丈夫だ（原文: Go back to sleep, little one. Your mom is fine）」と言ったあと頭を撫で、ドアに鍵をかけその場を去ったという。

## 捜査
警察は当初子供の話について疑問視していたが、精神科医が子供と面談し本当のことを言っているようだと判断したため、話を信じた。捜査において最初に立てた仮説は
仕事に関連して判事である夫に恨みを抱くものが妻であるフォースタインを狙ったというものであった。事件の5年前である1944年にも何者かが自宅に侵入し、フォースタインに暴行を加えたが何も盗まず、侵入者の指紋もなく無理に押し入った形跡もなかったという事件が発生している。今回の事件でも類似点が多く見られ、この事件と同一人物であると考えた。フォースタインを探すために当時身元不明となっていた女性全員を調べ、全国の病院、ホテル、安置所、療養所から報告を求めるなど、大規模な捜索が行われた。また。そのほか、フィラデルフィアの刑事局の警部は、フォースタインの特徴を記した1万通の通知を警察署や施設に送付した。
2022年時点で事件から72年が経っているが、フォースタインの行方や犯人と見られる男の正体は判明していない。